# 小行星19776
小行星19776（19776 Balears）是一颗绕太阳运转的小行星，为主小行星带小行星。该小行星于2000年8月4日发现。

## 轨道参数
小行星19776的轨道半长轴为2.2677587 UA，离心率为0.162。